# Good Luck Chuck
Good Luck Chuck är en amerikansk-kanadensisk komedi från 2007 i regi av Mark Helfrich med Dane Cook i huvudrollen. Filmen hade världspremiär i USA den 21 september 2007 och Sverigepremiär den 14 december 2007.

## Handling
Vid ett kalas för tioåringar 1985, som leker "Seven minutes in heaven", vägrar Charlie att ha sex med Anisha, på grund av detta ger Anisha Charlie en förbannelse som gör att alla de kvinnor han träffar i fortsättningen och har ett intimt förhållande med, får den stora kärleken med nästa man hon träffar. När Charlie som 30-åring träffar Cam på ett bröllop blir han förälskad direkt. En kväll när det börjar hetta till mellan Cam och Charlie ringer Stu upp Charlie och berättar att alla Charlies tidigare sexpartners nu är gifta efter att de haft sex med honom. För att inte även förlora Cam vågar därför inte Charlie ha samlag med henne, utan rusar iväg från deras dejt. Nu måste Charlie komma på ett sätt att bli av med sin förbannelse så att han inte riskerar att förlora Cam, och som ett desperat försök söker han upp Anisha för att be henne om hjälp.

## Citat ur filmen
- Ung Anisha: - Charlie Logan, you are not my boyfriend anymore! I hex you!
- Ung Charlie: - You what?
- Ung Anisha: - I hex you. You will never be happy! Around you love will fall like rain. You won't hold it. Your heart will pain! Once the girl has been with you, to the next she will be true!
- Ung Stu: - Was that Phil Collins?

## Medverkande
- Dane Cook, Charlie Logan
- Jessica Alba, Cam
- Dan Fogler, Stu
- Lonny Ross, Joe
- Connor Price, unge Charlie Logan
- Troy Gentile, unge Stu
- Mackenzie Mowat, födelsedagsflickan
- Sasha Pieterse, goth-flickan
- Caroline Ford, Jennifer
- Chelan Simmons, Carol
- Natalie Morris, Natalie
- Ellia English, Reba
- Chang Tseng, karaokesångaren
- Michael Teigen, dj på bröllopet
- Chiara Zanni, bruden
- Ben Ayres, brudgummen